# 天主教利茲教區
天主教利茲教區（拉丁語：Dioecesis Loidensis）是英國英格蘭一個羅馬天主教教區。範圍包括西約克郡大部、蘭開夏、北約克郡、東約克郡、大曼徹斯特一部，即昔日西瑞丁約克的大部份地區。屬利物浦總教區。
2011年，有159,437名教友，估轄區總人口7.9%，有82個堂區、162名司鐸、24名終身執事、21名修士、147名修女。現任主教為馬庫斯·史托克。1878年12月20日由天主教比華利教區分拆而成。